# Арсо Куюмджиев
Арсо Димитров Куюмджиев е български общественик, политик и революционер, деец на Вътрешната македонска революционна организация.

## Биография
Роден е в 1899 година в град Струмица, тогава в Османската империя, в семейство на родолюбиви българи. Семейството произхожда от град Крушево. Негов брат е Тома Куюмджиев, български революционер от Македонската младежка тайна революционна организация. Панде Куюмджиев е брат на баща му.
След като Струмица попада под сръбско управление след Междусъюзническата война през 1913 година, заради пробългарската си дейност семейството му е репресирано от новите сръбски власти.  Включва се активно в националноосвободителната борба на българите в Македония и става деец на ВМРО по време на Кралство Югославия. Градската милиция на ВМРО в Струмица, ръководена от Васил Пандов и Арсо Куюмджиев ликвидира предателя Тушо от Колешино на шосето между Струмица и Попчево. Чиновник е в окържния съд в Струмица. В средата на 1923 година в Струмица избухва афера и той е арестуван заедно с още около 50 души. Властите заподозряват арестуваните, че са уведомлявали четите на ВМРО за движението на сръбските части, събирали са налозите, взети от ВМРО от селата и са работили срещу селяни, които са служили на властите. Бяга от Югославия в България. Настанява се в българската столица, където е активен сред македонската емиграция. Членува в Струмишкото братство. Към края на 1930-те или началото на 1940-те е част от управителното тяло на братството.
По време на българското управление на Македония (1941 – 1944) се завръща в Струмица. До 1944 година е кмет на община Василево.
Умира в 1968 година в София. Погребан е в Централните софийски гробища.